# Canções de Apartamento
Canções de Apartamento é o primeiro álbum de estúdio do cantor e compositor carioca Cícero. O álbum é uma junção de várias composições do artista, feitas em tempos diferentes. Foi inteiramente gravado em seu apartamento, de forma independente, e disponibilizado em seu site oficial gratuitamente. 

## Faixas
Todas as faixas escritas e compostas por Cícero Rosa Lins, exceto "Eu não tenho um barco, disse a árvore" por Jorge Júnior e Cícero Rosa Lins. 
| Edição padrão |                                         |         |  |
| N.º           | Título                                  | Duração |  |
| 1.            | "Tempo de Pipa"                         | 3:42    |  |
| 2.            | "Vagalumes Cegos"                       | 3:21    |  |
| 3.            | "Cecília e os Balões"                   | 2:39    |  |
| 4.            | "João e o Pé de Feijão"                 | 3:32    |  |
| 5.            | "Ensaio Sobre Ela"                      | 3:58    |  |
| 6.            | "Açúcar ou adoçante?"                   | 4:15    |  |
| 7.            | "Eu não tenho um barco, disse a árvore" | 3:27    |  |
| 8.            | "Laiá laiá"                             | 3:19    |  |
| 9.            | "Pelo Interfone"                        | 3:57    |  |
| 10.           | "Ponto Cego"                            | 3:03    |  |